# Dobratice
Dobratice (in polacco Dobracice, in tedesco Dobratitz) è un comune della Repubblica Ceca facente parte del distretto di Frýdek-Místek, nella regione della Moravia-Slesia.